# Чадраабалын Лодойдамба
Чадраабалын Лодойдамба (монг. Чадраабалын Лодойдамба; 1917—1970) — монгольский писатель, дважды лауреат Государственной премии МНР.

## Биография
Родился во Внешней Монголии на территории современной Монголии в аймаке Говь-Алтай в 1917 году. Отец скотовод Цогтын Чадраабал, мать Лувсангомбын Цэрэндэжид.
1924—1927 годах учился в монастыре Гандантэгчилэн, 1931—1935 годах младшая школа в сомоне Эрдэнэ, в средней школе г. Улан-Батора, 1935—1938 годах учился в СССР в г. Улан-Удэ в «Монгол Рабфак» и в железнодорожных курсах.
с 1939 года работал в железнодорожном депо, помощником машиниста и машинистом, с 1940 года стал учителем физики в Техникуме Связи, затем с 1941 года стал заместителем начальника Комитета по делам Радио по решению ЦК МНРП, 1944—1955 годы стал лектором ЦК МНРП, заведующим отделом ЦК МНРП. 1954 году окончил МонГу, потом учился в СССР, в Москве в Академии Общественных наук при ЦК КПСС. В 1959 году защитил докторскую степень искусствоведа. Дослужился до Заместителя Министра Культуры МНР.

## Творчество
Начал своё творчество в 1940 году. В 1954 году окончил МонГУ, в этом же году вышел в печати его первый рассказ «Волк в шапке» (Малгайтай чоно). Аспирантуру заканчивал в СССР. Помимо рассказов, его перу принадлежат пьесы «Пять пальцев одной руки» (Гарын таван хуруу), «Своей дорогой» (Өөрийн замаар), «Можно верить» (Итгэж болно), киносценарий к фильму «Ох уж эти девушки» (Энэ хүүхнүүд үү).
Романы Ч. Лодойдамбы «Прозрачный Тамир» (Тунгалаг тамир), «На Алтае», (Алтайд) переведены на русский, чешский, немецкий, румынский, болгарский, вьетнамский, японский и другие языки. Дважды удостаивался государственной награды МНР. В 1970—1973 годах режиссёр Р. Доржпалам создал экранизацию знаменитого романа «Прозрачный Тамир».
Женой Лодойдамбы была Ч. Долгорсурэн, Народная артистка МНР.

## Произведения
- «Малгайтай чоно» 1946, 1953
- «Мялзангийн цагаан өвгөн» (1947)
- «Алтайд» 1949, 1951
- «Манай сургуулийнхан» (повесть, 1952)
- «Өнгөрсөн үеийн баатрын өнөө үеийн явдал» 1956
- «Миний танилууд» 1962 он
- «Гарын таван хуруу» (пьеса, 1968)
- «Тунгалаг тамир» 1971 (второе издание)
- «Түүвэр зохиол» 1977